# Brachycorythis peitawuensis
Brachycorythis peitawuensis är en orkidéart som beskrevs av Tsan Piao Lin och W.M.Lin. Brachycorythis peitawuensis ingår i släktet Brachycorythis och familjen orkidéer. Inga underarter finns listade i Catalogue of Life.